# Michael Torke
Michael Torke (* 22. September 1961, Milwaukee, USA) ist ein US-amerikanischer Komponist, vorwiegend für Orchestermusik.

## Leben
Torke, der in seiner Kindheit und Jugend Klavier und Fagott lernte, schrieb früh erste Kompositionen für sein örtliches Jugendorchester. Er studierte Klavier und Komposition an der Eastman School of Music in Rochester (New York). Nach seinem Abschluss begann er ein Graduiertenstudium an der Yale University in New Haven, das er aber bald abbrach, um in New York als professioneller Musiker zu arbeiten.
Sein wohl bekanntestes Werk ist Javelin (zu deutsch: Speer), komponiert 1994, welches Teil des offiziellen Albums Summon The Heroes der Olympischen Sommerspiele 1996 in Atlanta wurde. Er wird als Vertreter des Post-Minimalismus bezeichnet.
2003 gründete Michael Torke mit Ecstatic Music ein eigenes Plattenlabel. Er verfügt seit frühester Kindheit über ein absolutes Gehör und hat eine Ton-Farben-Synästhesie.
Die Uraufführung seines Stücks Being erfolgte durch die Dresdner Sinfoniker im Rahmen ihrer Elbkarawane am 4. September 2021 auf der Elbe in Dresden.

## Diskographie (Auswahl)
- 1990: The Yellow Pages
- 1991: Color Music
- 1994: Music on the Floor, Four Proverbs
- 2002: Rapture (Percussion Concerto), An American Abroad, Jasper
- 2003: Six
- 2003: Three
- 2003: Two
- 2005: An Italian Straw Hat
- 2005: Strawberry Fields
- 2011: Tahiti
- 2014: Miami Grands
- 2015: Concerto for Orchestra
- 2016: Three Manhattan Bridges
- 2019: Sky
- 2020: Being
- 2021: Psalms and Canticles
- 2023: Sessions, 3 A.M.
- 2024: Bloom